# Eccellenza Marche 1999-2000
Il campionato italiano di calcio di Eccellenza regionale 1999-2000 è stato il nono organizzato in Italia. Rappresenta il sesto livello del calcio italiano.
Questo è il campionato organizzato dal Comitato Regionale Marche.

## Squadre partecipanti
| Squadra                                | Città (provincia)           |
| -------------------------------------- | --------------------------- |
| Pol. Cagliese Calcio                   | Cagli (PU)                  |
| A.S. Camerino Calcio                   | Camerino (MC)               |
| U.S. Castelfrettese                    | Falconara Marittima (AN)    |
| Pol. Forsempronese                     | Fossombrone (PU)            |
| A.S.C. Imab Urbino                     | Urbino (PU)                 |
| U.S. Alan Metauro Lucrezia Calcio 1966 | Cartoceto (PU)              |
| U.S. Montegiorgese                     | Montegiorgio (AP)           |
| Pol. Montegranaro Calcio               | Montegranaro (AP)           |
| U.S. Pergolese                         | Pergola (Italia) (PU)       |
| S.S. Real Montecchio                   | Sant'Angelo in Lizzola (PU) |
| U.S. Recanatese                        | Recanati (MC)               |
| U.S. Sangiorgese                       | Porto San Giorgio (AP)      |
| A.C. Sangiustese                       | Monte San Giusto (MC)       |
| U.S. Truentina                         | Castel di Lama (AP)         |
| U.S. Urbisalviense                     | Urbisaglia (MC)             |
| Vadese Calcio                          | Sant'Angelo in Vado (PU)    |

## Aggiornamenti
Venne confermato l'organico di 16 società partecipanti. Il Lucrezia era retrocesso dal C.N.D. mentre erano salite dalla Promozione tre squadre: la Castelfrettese ritornava per la prima volta dal 1995-96, l'Urbino era alla prima apparizione dal 1994-95 mentre l'Urbisalviense era al debutto. Vennero introdotti i play-out che coinvolgevano le squadre piazzatesi dal quintultimo al penultimo posto.
Dopo le delusioni delle stagioni precedenti venne il momento del Real Montecchio che staccò il resto della concorrenza in modo abbastanza netto. La Cagliese riuscì ad aggiudicarsi il secondo posto precedendo la Sangiustese ma non ebbe fortuna negli spareggi nazionali. La prima vittima dei playout fu la Castelfrettese, battuta dal Lucrezia che evitò in questo modo la seconda retrocessione consecutiva. La Vadese non riuscì a sovvertire il pronostico e fece compagnia alla Sangiorgese che chiuse staccata in ultima posizione.

## Classifica finale
|  | Pos. | Squadra               | Pt | G  | V  | N  | P  | GF | GS | DR  |
|  | ---- | --------------------- | -- | -- | -- | -- | -- | -- | -- | --- |
|  | 1.   | Real Montecchio       | 59 | 30 | 16 | 11 | 3  | 52 | 26 | +26 |
|  | 2.   | Cagliese              | 52 | 30 | 12 | 16 | 2  | 36 | 15 | +21 |
|  | 3.   | Sangiustese           | 51 | 30 | 15 | 6  | 9  | 30 | 24 | +6  |
|  | 4.   | Urbisalviense         | 44 | 30 | 12 | 8  | 10 | 46 | 39 | +7  |
|  | 5.   | Truentina             | 40 | 30 | 10 | 10 | 10 | 31 | 33 | -2  |
|  | 6.   | Montegranaro          | 40 | 30 | 9  | 13 | 8  | 34 | 40 | -6  |
|  | 7.   | Montegiorgese         | 39 | 30 | 8  | 15 | 7  | 24 | 23 | +1  |
|  | 8.   | Recanatese            | 39 | 30 | 9  | 12 | 9  | 37 | 37 | 0   |
|  | 9.   | Pergolese             | 39 | 30 | 10 | 9  | 11 | 34 | 35 | -1  |
|  | 10.  | Forsempronese         | 37 | 30 | 9  | 10 | 11 | 25 | 29 | -4  |
|  | 11.  | Imab Urbino           | 37 | 30 | 8  | 13 | 9  | 30 | 35 | -5  |
|  | 12.  | Castelfrettese        | 36 | 30 | 7  | 15 | 8  | 27 | 32 | -5  |
|  | 13.  | Camerino              | 35 | 30 | 7  | 14 | 9  | 24 | 27 | -3  |
|  | 14.  | Vadese                | 31 | 30 | 7  | 10 | 13 | 26 | 28 | -2  |
|  | 15.  | Alan Metauro Lucrezia | 30 | 30 | 5  | 15 | 10 | 25 | 31 | -6  |
|  | 16.  | Sangiorgese           | 20 | 30 | 5  | 5  | 20 | 19 | 46 | -27 |

## Play-out
| Squadra 1 | Totale | Squadra 2      | Andata | Ritorno |
| --------- | ------ | -------------- | ------ | ------- |
| Lucrezia  | 2 - 1  | Castelfrettese | 1 - 1  | 1 - 0   |
| Vadese    | 0 - 3  | Camerino       | 0 - 2  | 0 - 1   |

### Andata
| ??? 2000 | Lucrezia | 1 – 1 | Castelfrettese |  |

| ??? 2000 | Vadese | 0 – 2 | Camerino |  |

### Ritorno
| ??? 2000 | Castelfrettese | 0 – 1 | Lucrezia |  |

| ??? 2000 | Camerino | 1 – 0 | Vadese |  |